# 明徳 (大理)
明徳（めいとく）は、中国の大理国の段思聡の時代に使用された元号。
952年 - 年代不詳。